# Dwergmangoest
De dwergmangoest (Helogale parvula) is een klein Afrikaans roofdier uit de familie der mangoesten (Herpestidae). Samen met de verwante ruigharige dwergmangoeste (Helogale hirtula) behoort hij tot de kleinste mangoesten.

## Kenmerken
De dwergmangoest is een typische mangoest. Hij heeft de grote spitse kop, kleine oren, lange staart, korte poten en lange klauwen. De dwergmangoest is te onderscheiden van andere mangoesten door de grootte: hij is veel kleiner dan de meeste andere mangoesten. De zachte, fijne vacht is zeer variabel van kleur: oranjerood, gelig rood, roodbruin, grijs, donkerbruin, zwart. De poten zijn donkerder en de buik lichter van kleur. De bovenzijde is over het algemeen grijs- of zwartgespikkeld. 
Hij wordt 18 tot 28 centimeter lang en 210 tot 350 gram zwaar. De staart is 12 tot 20 centimeter lang.

## Verspreiding en leefgebied
De dwergmangoest komt voor in droge graslanden, lichtbeboste streken en struikgebieden, tot op een hoogte van 2000 meter. Vooral in gebieden met veel termietenheuvels is hij algemeen. De soort mijdt bossen en droge gebieden. Ook in de buurt van nederzettingen komt hij vaak voor, en de soort is vrij tam. Hij komt voor van Oost- tot zuidelijk Centraal-Afrika, van Eritrea en Ethiopië tot Transvaal, Zuid-Afrika en westwaarts tot Angola en Namibië.

## Leefwijze
De dwergmangoest is een dagdier. Het is een sociale soort, die in familiegroepjes van twee tot twintig dieren leeft. Een groep bestaat uit meer vrouwtjes dan mannetjes. Binnen een groep heerst een sterke hiërarchie, met een dominant paartje aan de kop. Het dominante vrouwtje is de leider van de groep. Het dominante mannetje is zeer waakzaam en staat regelmatig op een verhoogde plek, vaak vergezeld door andere mannetjes. 
De groep houdt zich voornamelijk op rond een schuilplaats: voornamelijk termietenheuvels, maar ook holten tussen keien, holle bomen en dergelijke. Meestal bewoont een groep een schuilplaats vlak bij een bijen- of wespennest, als bescherming tegen predatoren. Ook schuilplaatsen nabij boerderijen worden om die reden bewoont, mits de boerderij geen katten en honden heeft. Het territorium is enkele hectaren groot. De grootst bekende territoria waren 160 hectare. Het wordt gemarkeerd door gezamenlijke latrines. Soms overlappen territoria licht. Bij confrontaties tussen twee groepen gaat de kleinere groep opzij voor de grotere.
Een dwergmangoest eet insecten (voornamelijk termieten, sprinkhanen en krekels), spinnen, schorpioenen, kleine hagedissen, vogeltjes en zoogdiertjes (vooral jonge knaagdieren) en wilde vruchten. De groep gaat gezamenlijk op zoek naar voedsel. Hij vangt zijn prooi met een achtervolging, en zal knaagdieren achtervolgen tot in hun holen. Zonnen en eten wordt individueel gedaan. Groepsleden houden met elkaar contact door middel van een grote variatie aan geluiden. Ook kent de dwergmangoest een alarmkreet, waarmee de andere groepsleden gewaarschuwd worden.
Soms wordt de dwergmangoest bij het foerageren vergezeld door neushoornvogels. Beide soorten profiteren van deze samenwerking: de neushoornvogel waarschuwt de dwergmangoest bij gevaar, en andersom vangt de neushoornvogel de insecten die aan de dwergmangoest ontkomen. Soms vergezelt hij grotere hoefdieren als stieren. Grotere hoefdieren jagen mogelijke predatoren weg en verstoren insecten, waardoor ze makkelijker te vangen zijn. Ook wordt het hoefdier gebruikt als uitkijkpost. 

## Voortplanting
Enkel het dominante vrouwtje krijgt jongen. Na een draagtijd van ongeveer 53 dagen worden tot zes jongen geboren. Tussen worpen zit een tijd van 9 tot 26 weken. Het vrouwtje wordt bij het zogen geholpen door andere vrouwtjes en alle groepsleden helpen mee met de zorg voor de jongen. Tussen dieren is een sterke strijd om wie de jongen mag dragen of hun vacht mag verzorgen. Na vier weken komen de jongen voor het eerst buiten het nest. Ze zijn dan zeer speels en brengen het grootste gedeelte van de dag door met stoeien met andere groepsleden, zowel jonge als volwassene. 
Bij de komst van een nieuwe worp verdwijnt de aandacht voor het vorige nestje. Na een dag of drie onder de afwijzing te hebben geleden ontwikkelen de jongen zich tot de wakers van een groep: ze zijn zeer waakzaam en reageren nerveus op alles in hun omgeving. Oudere jongen zorgen voor voedsel voor de jongen, waken over hen en houden ze 's nachts en bij koud weer warm door tegen ze aan te kruipen.